# 수호초
수호초는 회양목과의 속씨식물이다. 높이는 약 30cm이다. 꽃은 흰색이며 나뭇잎위에 있다. 잎은 어긋나지만 4~6개가 층으로 모여 달린다. 층 간격은 2~4cm이고 짙은 녹색이다. 열매는 핵과로 계란모양이며 길이는 1.5cm이다.